# Wallsend
Wallsend er en by i North Tyneside, Tyne and Wear, England. Wallsend har sit navn fra slutningen af Hadrians mur (Hadrian's Wall).
Hadrian's Wall Path løber 135km fra Wallsend på østkysten til Bowness-on-Solway på vestkysten.

## Kendte personer fra Wallsend
- Paul W.S. Anderson – filminstruktør
- Michael Carrick – fodboldspiller
- Sting - musiker, sangskriver